# Budy-Zbroszki
Budy-Zbroszki (prononciation : [ˈbudɨ ˈzbrɔʂki]) est un village polonais de la gmina de Winnica dans le powiat de Pułtusk de la voïvodie de Mazovie dans le centre-est de la Pologne.
Le village compte approximativement une population de 52 habitants en 2009.

## Histoire
De 1975 à 1998, le village appartenait administrativement à la voïvodie de Ciechanów.